# Мечеть Хіра
35°40′53″ пн. ш. 139°54′59″ сх. д. / 35.6815058° пн. ш. 139.9162874° сх. д.

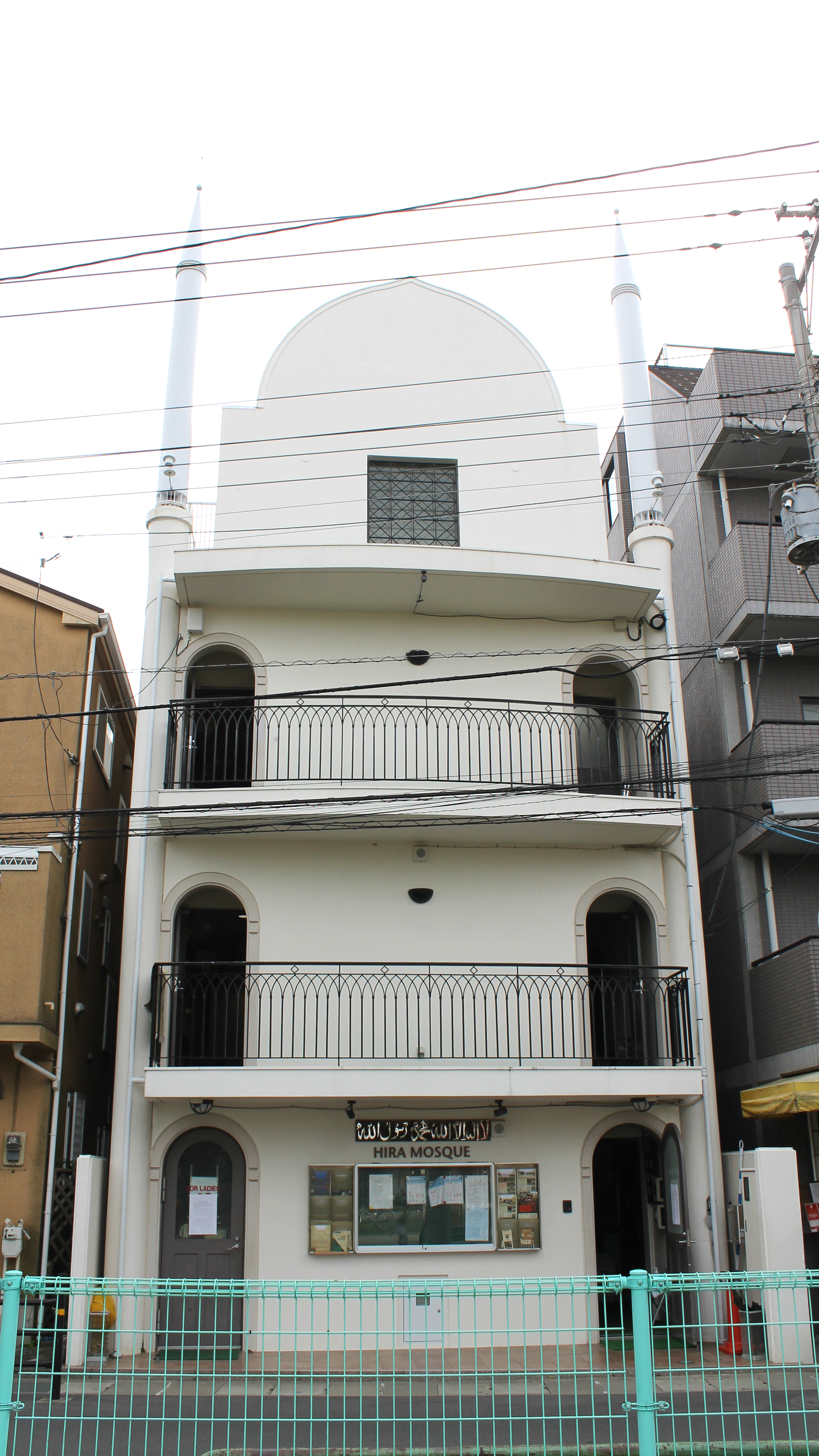
Мечеть Хіра

Мечеть Хіра (яп. 行徳モスク) — мечеть у місті Ітікава, префектура Тіба, Японія. 

## Історія
У 1997 році ICOJ заснувало мечеть у місті Ітікава купивши двоповерхову будівлю, яка раніше була баром. Протягом 2003-2004 років будівля мечеті була реконструйована з огляду на необхідність збільшення місткості, а також поганий стан будівлі через вік будівлі. Було побудовано нову мечеть Хіра, яка може вмістити понад 200 осіб.